# David Trezeguet
David Sergio Trezeguet (Rouen, 15 ottobre 1977) è un ex calciatore francese, di ruolo attaccante.
Considerato tra i migliori centravanti al mondo della sua generazione, nel marzo del 2004 è stato inserito da Pelé nella FIFA 100, la lista dei 125 migliori calciatori viventi, redatta in occasione del Centenario della FIFA.
Con le maglie di club, tra Argentina, Francia e Italia, ha conquistato quattro campionati e tre supercoppe nazionali, oltre a due titoli di seconda serie. Si colloca al 48º posto nella classifica dei marcatori della Serie A – dove si è laureato capocannoniere nel campionato 2001-2002 – grazie alle 123 reti siglate per la Juventus, di cui è inoltre il migliore marcatore straniero con 171 gol.
Con la nazionale francese è stato campione del mondo nel 1998 ed europeo nel 2000, nonché campione continentale under 18 nel 1996. Con i Bleus è inoltre il sesto marcatore nella storia con 34 gol.

## Biografia
Nasce a Rouen, in Francia, da genitori argentini a loro volta con lontane ascendenze transalpine, frutto di antenati che nell'Ottocento erano emigrati in Sudamerica dal sud-ovest della Francia.
Il padre Jorge Ernesto, anche lui calciatore, verso la fine degli anni settanta aveva fatto temporaneamente ritorno nella terra degli avi, militando per tre stagioni nelle file del Rouen, periodo in cui era venuto alla luce il figlio David; una volta conclusa l'esperienza in seno al club normanno, la famiglia Trezeguet era tornata in pianta stabile in Argentina. David cresce quindi a Florida, una città del partido di Vicente López, nella provincia di Buenos Aires, dove trascorre gran parte dell'infanzia e dell'adolescenza e dove inizia ben presto a giocare a pallone, seguendo le orme paterne e guadagnandosi il primo soprannome di El Francés per via delle sue origini europee.

## Caratteristiche tecniche
Prima punta di grande dinamismo, nel corso degli anni ha saputo porre rimedio a una certa incostanza sotto porta che ne aveva contraddistinto gli esordi, affermandosi tra i migliori attaccanti della sua epoca grazie a una «freddezza inconsueta» in area di rigore, come ebbe a dire il suo compagno di nazionale e poi allenatore Didier Deschamps.
Capace di trovare la via del gol nelle maniere più disparate, «di testa o di piede, sotto porta oppure in acrobazia», eccelleva nel colpo di testa ed era dotato di grande potenza nel tiro: in questo senso spiccò il suo gol da fuori area al Manchester Utd nei quarti di finale della UEFA Champions League 1997-1998, realizzato con la maglia del Monaco, che toccò la velocità di 155 km/h.
La sua abilità in fase di finalizzazione ha fatto sì che venisse soprannominato Trezegol e Re David durante la sua militanza nella Juventus.

## Carriera

### Giocatore

#### Club

Trezeguet (al centro) alla Juventus, mentre festeggia con l'allenatore Marcello Lippi (a sinistra) e i tifosi bianconeri la vittoria dello scudetto 2001-2002

Da destra: gli juventini Trezeguet, Marcelo Salas e Pavel Nedvěd festeggiano la vittoria dello scudetto 2002-2003.

##### Platense e Monaco

Trezeguet al Monaco nel 1998

Cresce nelle giovanili del Platense, club con cui, all'età di 16 anni, debutta in prima squadra nel campionato argentino.
Desideroso di conoscere il suo Paese natale, la Francia, qui effettua alcuni provini col Paris Saint-Germain, che tuttavia non gli propone un contratto poiché non è intenzionato a sobbarcarsi anche l'eventuale mantenimento dei familiari a Parigi. Nel 1995, all'età di 18 anni, viene ingaggiato invece dal Monaco, club dell'omonimo Principato e militante nel campionato francese di Division 1.
Partito dalla seconda squadra monegasca e superata qualche iniziale difficoltà di ambientamento, legata principalmente alla lingua, si fa ben presto notare dal tecnico della prima squadra nonché ex nazionale francese, Jean Tigana, il quale nel corso dell'annata 1996-1997 gli concede le prime apparizioni nella massima serie francese, che al termine della stessa gli permettono di fregiarsi da comprimario del titolo nazionale.
Dalla stagione seguente viene promosso in pianta stabile e, anzi, Tigana gli affida le sorti del reparto avanzato monegasco assieme a Victor Ikpeba e a un'altra giovane promessa, Thierry Henry. Trascinati dai gol di questo tridente d'attacco, i biancorossi sono protagonisti nella UEFA Champions League 1997-1998 dove eguagliano il loro – al tempo – migliore risultato col raggiungimento delle semifinali, cammino al quale Trezeguet contribuisce, tra le altre, con la rete che nel retour match dei quarti di finale elimina a domicilio il Manchester Utd di Alex Ferguson.
Con le partenze di Henry e Ikpeba, nell'annata 1999-2000 Trezeguet si ritrova a far coppia con il neoacquisto Marco Simone. Il nuovo tecnico Claude Puel riesce a far coesistere al meglio le caratteristiche del giovane franco-argentino con quelle del più maturo italiano, in un tandem d'attacco che si rivela «un mix esplosivo di esperienza, talento e personalità» e che trascina il Monaco al titolo di Francia, il secondo – e stavolta da protagonista – per Trezeguet. L'attaccante lascia il Principato nell'estate seguente, dopo avere segnato 60 gol con la compagine biancorossa.

##### Juventus

###### 2000-2004
Durante il campionato d'Europa 2000 viene acquistato dalla Juventus per 45 miliardi di lire: la somma sborsata dal club torinese ne fa, all'epoca, il calciatore più costoso nella storia bianconera. Esordisce in Serie A nel giorno del suo 23º compleanno, il 15 ottobre, in occasione della vittoria interna per 2-0 sul Bari, e la settimana dopo marca la prima rete, nella classica terminata 2-2 sul campo del Milan. La prima stagione a Torino, agli ordini di Carlo Ancelotti, inizialmente lo vede indietro nelle gerarchie dell'attacco, spesso relegato in panchina da Alessandro Del Piero e Filippo Inzaghi; solo sul finire dell'annata s'impone con maggiore frequenza nell'undici titolare, risultando peraltro il migliore cannoniere della squadra in campionato con 14 gol in 25 presenze.

Trezeguet in azione alla Juventus nel 2001

La stagione 2001-2002 è quella della svolta: con il ritorno sulla panchina torinese di Marcello Lippi, e soprattutto dopo la cessione di Inzaghi, Trezeguet è promosso definitivamente a titolare, andando a formare con Del Piero quella che diverrà a posteriori la coppia d'attacco juventina di riferimento del decennio. Il francese vince il suo primo Scudetto – rimasto nella memoria collettiva come quello del cinque maggio, per il sorpasso sui rivali dell'Inter all'ultima giornata – assurgendone tra i protagonisti, laureandosi capocannoniere del campionato (ex aequo con Dario Hübner) con 24 gol tutti su azione, l'ultimo dei quali proprio nella decisiva partita sul campo di Udine, sbloccando il punteggio. A corollario segna anche 8 gol in Champions League, dove la Juventus si ferma alla seconda fase a gironi. Nel 2002 verrà anche premiato con due Oscar del calcio AIC, sia come migliore calciatore straniero del campionato italiano, sia come migliore in assoluto della stagione.
Nell'annata 2002-2003 vince la Supercoppa italiana, pur non scendendo in campo nella finale di Tripoli contro il Parma perché indisponibile, e un altro Scudetto. È tuttavia una stagione difficile sul piano personale, ricca di infortuni, tanto che deve aspettare il 2003 per tornare al gol; segna comunque 4 reti in Champions League, di cui due nella doppia semifinale contro il Real Madrid. La finale di Manchester contro il Milan si conclude sullo 0-0; la Juventus perde ai tiri di rigore, e Trezeguet è uno dei bianconeri che si fa parare il proprio tentativo dal portiere rossonero Dida. Nella stagione 2003-2004 vince un'altra Supercoppa italiana a New York contro il Milan, ancora ai rigori, realizzando nel primo tempo supplementare il gol dell'1-1 che evita alla squadra bianconera la sconfitta al silver goal. In campionato, pur segnando 16 reti, spesso è vittima d'infortuni; la squadra rimane fuori agli ottavi di finale di Champions League e termina al terzo posto in Serie A.

###### 2004-2007
La seconda parte della stagione 2003-2004 era stata vissuta da Trezeguet come un «separato in casa», per via di sopraggiunti conflitti circa la sua posizione contrattuale, tant'è che l'estate seguente la dirigenza juventina pare intenzionata a liberarsene sul mercato, anche a fronte dell'insofferenza manifestata dal centravanti; tuttavia l'arrivo sulla panchina dei torinesi di Fabio Capello porta a ribaltare la situazione, con l'allenatore friulano che impone la presenza di Trezeguet in squadra, e anzi ne fa un punto fermo del suo undici titolare.
Con questa rinnovata fiducia dell'ambiente, anche nell'annata 2004-2005 il francese, pur se sovente infortunato, non fa mancare il suo contributo sia all'inizio della stagione, quando realizza quattro gol in tre partite contro Brescia, Atalanta e Sampdoria prima di infortunarsi alla spalla, sia alla fine, siglando la rete decisiva nella sfida-Scudetto tra Milan e Juventus: le due squadre, appaiate in testa alla classifica, si affrontano alla quart'ultima giornata a San Siro, dove sono gli ospiti a prevalere (0-1) grazie a un colpo di testa di Trezeguet, il quale sfrutta un assist in rovesciata del suo compagno di reparto Del Piero.
Disputa un'altra stagione positiva nel 2005-2006, nella quale segna molto e vince un altro Scudetto; questo, tuttavia, verrà in seguito assegnato all'Inter dopo la retrocessione d'ufficio della società bianconera, rimasta implicata nello scandalo Calciopoli. Frattanto, a livello personale i 23 gol in campionato, a cui si aggiungono i 6 in Champions League – tra cui il 100º in maglia bianconera, siglato il 14 settembre 2005 al Club Bruges –, lo portano a superare tre mostri sacri nella storia del club, dapprima il connazionale Michel Platini, poi il gallese John Charles e infine il danese John Hansen, nella classifica dei marcatori juventini di tutti i tempi.
Nonostante il sopravvenuto declassamento della squadra bianconera in Serie B, nell'estate 2006, assieme ad altri titolati compagni di squadra quali Buffon, Camoranesi, Del Piero e Nedvěd, anche Trezeguet decide di rimanere a Torino: «dopo essere tornati dai Mondiali ci siamo incontrati [...]. Ci siamo guardati negli occhi e ci siamo subito capiti [...], tutti ci sentivamo legati alla società e dovevamo riportarla subito in Serie A». Nel campionato cadetto del 2006-2007 il francese realizza 15 gol, che contribuiscono al primo posto in classifica dei piemontesi e al loro immediato ritorno in massima serie: «sono orgoglioso di essere rimasto e di aver contribuito a quell'impresa».

###### 2007-2010

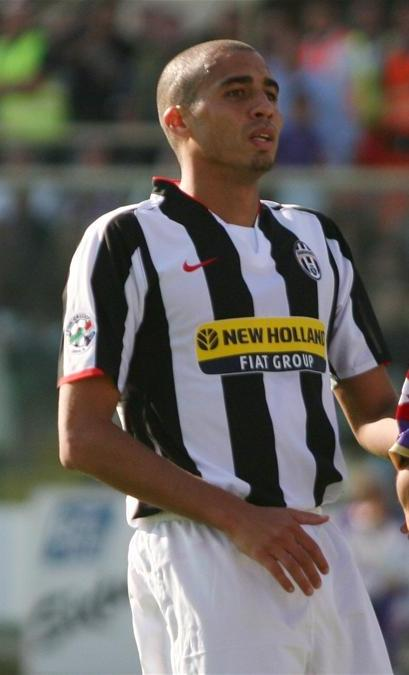
Trezeguet in maglia bianconera nel 2007.

Pur a fronte della promozione in massima serie, nell'estate 2007 Trezeguet sembra per la seconda volta in carriera sul punto di lasciare la Vecchia Signora, poiché nel frattempo entrato in rotta con la nuova dirigenza subentrata nel post-Calciopoli, non intenzionata a riconoscergli economicamente la sua posizione di senatore della squadra: una situazione che l'attaccante aveva pubblicamente palesato nell'ultima partita del campionato cadetto, quando, dopo aver siglato il momentaneo pareggio allo Spezia, si era esibito in una polemica esultanza verso la tribuna d'onore dell'Olimpico di Torino mimando il gesto di andarsene. Ciò nonostante nelle settimane seguenti la frattura va a ricomporsi sicché il francese può proseguire la sua militanza tra le file bianconere.
Il 25 agosto 2007 segna il primo gol della Juventus al ritorno in Serie A, aprendo le marcature nella vittoria 5-1 sul Livorno della prima giornata, che lo vede assoluto mattatore grazie a una tripletta. Il successivo 23 settembre, durante la 4ª giornata, firma il centesimo gol nel campionato italiano con la maglia bianconera, durante il big match sul terreno della Roma (2-2). Ancora, il 31 ottobre mette a segno la seconda tripletta della stagione nel 3-0 juventino sull'Empoli, che gli consente di raggiungere quota 150 gol con la formazione piemontese. Con 13 gol chiude l'anno solare 2007 in testa alla classifica cannonieri del campionato, e prosegue nel suo ruolino sottorete anche nel girone di ritorno; in particolare, il 22 marzo 2008 contribuisce con un gol alla vittoria dell'atteso derby d'Italia di San Siro contro l'Inter (2-1). Al termine della stagione si piazza al secondo posto nella classifica marcatori della Serie A con 20 gol, a una sola lunghezza dal compagno di squadra e capocannoniere Del Piero.
All'inizio della stagione 2008-2009 viene operato al ginocchio destro per evitare la rottura del tendine rotuleo e risolvere la tendinopatia di cui da tempo era vittima: nell'occasione la prognosi è di quattro mesi. Contemporaneamente i medici riscontrano una piccola lesione anche al ginocchio sinistro e decidono di intervenire chirurgicamente in modo da risolvere i problemi a entrambe le articolazioni in un unico intervento. Fa il suo rientro in campo in occasione della trasferta di Udine, giocando una manciata di minuti. Qualche settimana dopo, il 21 febbraio 2009, torna a segnare su azione (aveva già segnato contro il Napoli in Coppa Italia ai rigori) nella partita contro il Palermo, sua prima partita da titolare dopo 157 giorni; la sua ultima presenza da titolare risaliva al 17 settembre 2008, in Champions League contro lo Zenit San Pietroburgo.
Il 3 settembre 2009 successivo anticipa la sua intenzione di lasciare la Vecchia Signora al termine della stagione, la decima della sua carriera juventina. Nel corso dell'annata, il 7 novembre festeggia il 167º gol con la casacca bianconera, eguagliando Omar Sívori, con il gol del 5-2 nella gara contro l'Atalanta; Il successivo 8 dicembre, nella partita casalinga di Champions League persa 1-4 con il Bayern Monaco, supera l'italo-argentino siglando la rete nº 168 con la Juventus, traguardo mai raggiunto prima nella società torinese da uno straniero: «non ci si rende bene conto di dove sei e di quello che fai, fino a quando giochi: [...] allora ero solo dispiaciuto perché non avevamo passato il turno. Ora capisco cosa significhi essere davanti a lui, a Charles, a Platini...»
Chiude la sua esperienza in bianconero con la media realizzativa di più di 17 gol a stagione su un arco temporale di dieci anni, per un totale di 171 reti in 320 presenze che lo rendono il migliore marcatore straniero nella storia del club. Nel 2011, tramite un'iniziativa della società bianconera, il francese viene inoltre inserito tra i 50 più rappresentativi calciatori della Juventus di tutti i tempi, venendogli dedicata una stella celebrativa nella Walk of Fame allo Stadium di Torino.

##### Hércules e Baniyas

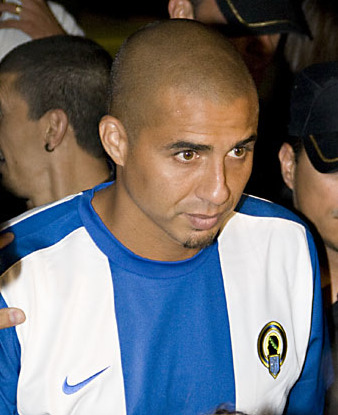
Trezeguet nell'agosto 2010, alla presentazione nell'Hércules.

Inizialmente indeciso se proseguire la carriera tra le natìe Francia e Argentina, come palesato nel corso dell'ultima stagione juventina, in seguito cambia piani e il 28 agosto 2010 accetta l'offerta dell'Hércules di Alicante, città natale della moglie. Esordisce contro il Barcellona al Camp Nou, in un incontro poi finito con la vittoria 2-0 della sua squadra. Il primo gol arriva dal dischetto nella gara con il Valencia persa per 1-2, mentre la prima doppietta arriva contro il Siviglia, decisiva per la vittoria finale 2-0. Il 17 ottobre 2010, nella partita contro il Villarreal, arriva anche la prima espulsione per l'attaccante francese, pochi minuti dopo avere siglato il gol del momentaneo vantaggio. Il 12 dicembre realizza invece un pregevole gol di tacco, l'ottavo di questo positivo avvio di campionato, nella vittoria interna per 4-1 contro il Malaga. Il 13 febbraio 2011, con la rete della vittoria per 2-1 contro il Real Saragozza, tocca quota 200 gol in carriera nei vari campionati. Il successivo 15 maggio, nonostante abbia segnato il suo 12º gol stagionale, la sconfitta 1-2 contro l'Atlético Madrid relega l'Hércules alla retrocessione in Liga Adelante; il 28 dello stesso mese l'attaccante risolve il contratto in essere con il club spagnolo.
Il 30 agosto 2011 si accasa al Baniyas, squadra di Abu Dhabi militante nella UAE Arabian Gulf League, il massimo campionato degli Emirati Arabi Uniti. Alla fine dell'anno rescinde il contratto che lo legava al Baniyas, per via di un infortunio che lo ha tenuto fuori per quasi tutta la stagione; al termine dell'esperienza mette a referto solo 4 presenze in campionato, senza mai andare in gol.

##### River Plate, Newell's Old Boys e Pune City
Nel gennaio 2012 torna in patria firmando per il River Plate neoretrocesso in seconda serie. Il successivo 12 febbraio fa il suo esordio contro il Chacarita Juniors, trovando nell'occasione il suo primo gol con la nuova maglia. Il 23 giugno, grazie alla sua doppietta contro l'Almirante Brown, riporta i Millonarios nella massima divisione; a fine partita afferma che la vittoria del campionato è stata «un traguardo più emozionante dell'Europeo conquistato nel 2000». Sono così 13 i gol messi a segno in 19 partite di campionato, nonostante lo scetticismo iniziale con cui era stato accolto l'approdo a Buenos Aires.

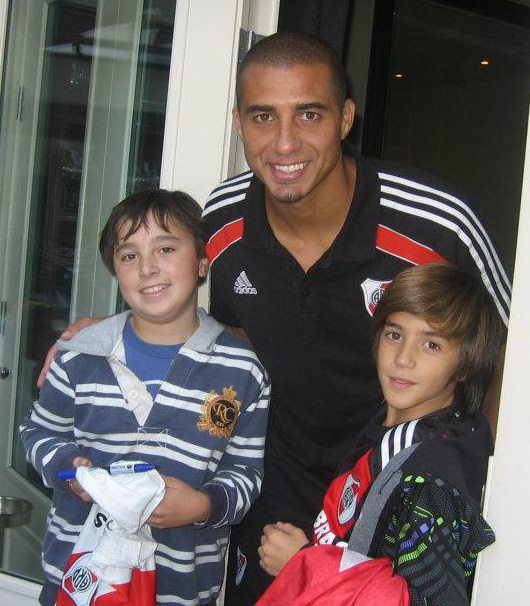
Trezeguet al River Plate nel 2012, mentre posa con due piccoli tifosi.

Il 22 luglio 2013 si accorda con il Newell's Old Boys. Il 1º novembre dello stesso anno, con la doppietta al Colón (SF), raggiunge e supera la soglia dei 300 gol ufficiali in carriera.
Il 27 giugno 2014 annuncia l'intenzione di tornare al River Plate per chiudere lì la sua carriera da calciatore; tuttavia, pochi giorni dopo, i Millonarios dichiarano che il giocatore non rientra nei loro piani per la nuova stagione. Il 30 luglio seguente passa così al club indiano del Pune City, neonata squadra della anch'essa debuttante Indian Super League, allenata dal tecnico italiano Franco Colomba. Con la maglia arancioviola realizza 2 reti in 9 partite, al termine delle quali si ritira definitivamente dall'attività agonistica.

#### Nazionale
Nel 1996 vince con la nazionale under 18 l'europeo di categoria e, solo due anni dopo, nel 1998, diventa campione del mondo con la nazionale maggiore; durante il torneo realizza un gol nel successo per 4-0 contro l'Arabia Saudita nella fase a gironi. Passa ancora un biennio e conquista anche il campionato europeo, un successo che lo vede protagonista grazie al suo golden goal al 102' nei supplementari della finale contro l'Italia. Nella partita successiva, un'amichevole disputata a Marsiglia contro la selezione World Stars, realizza una tripletta nel 5-1 finale per i padroni di casa.
Viene convocato successivamente per il campionato del mondo 2002, concluso dai transalpini già al primo turno, in cui non va mai a segno, e per il campionato d'Europa 2004, altra competizione in cui i Bleus deludono, venendo eliminati ai quarti di finale dall'outsider Grecia di Otto Rehhagel, poi vincitrice a sorpresa dell'edizione. Durante la manifestazione ha segnato un gol in occasione del pareggio per 2-2 contro la Croazia ai gironi.
Partecipa quindi al campionato del mondo 2006 in Germania, dove però colleziona solo 3 presenze: subisce infatti l'ostracismo del selezionatore Raymond Domenech, da una parte per questioni tecniche, preferendo questi uno schieramento con Thierry Henry quale unica punta, e dall'altra, secondo speculazioni giornalistiche, per l'ossessivo interesse dell'allenatore verso l'astrologia, che lo portava a non vedere di buon occhio Trezeguet e altri giocatori del segno zodiacale dello Scorpione. Nel corso dell'edizione, entrato al 100' nei supplementari della finale contro l'Italia, l'attaccante è tra i rigoristi nell'epilogo dal dischetto: è l'unico a sbagliare il proprio tiro, colpendo la traversa, errore che risulta decisivo nella sconfitta della sua nazionale.
Al termine della stagione 2007-2008, nonostante le 20 reti siglate con la Juventus, Domenech non lo convoca per la fase finale del campionato d'Europa 2008. Il 9 luglio seguente, a seguito della conferma di Domenech sulla panchina della Francia, annuncia il ritiro dai Bleus. Lascia quindi la nazionale dopo aver vinto un mondiale e un europeo, con 71 presenze e 34 reti complessive: all'epoca è il terzo giocatore per numero di gol con la maglia francese, dietro ai soli Henry e Michel Platini; negli anni seguenti verrà sopravanzato anche da Olivier Giroud, Antoine Griezmann e Karim Benzema.

### Dopo il ritiro
Una volta appesi gli scarpini al chiodo, nel 2015 torna alla Juventus dapprima con l'incarico formale di presidente delle Juventus Legends, l'associazione che riunisce tutti i giocatori bianconeri del passato, e poi, dall'8 novembre 2018 al 30 giugno 2021, con il ruolo commerciale di brand ambassador del club.
Nel marzo 2019 viene scelto dall'UEFA tra gli ambasciatori per il campionato d'Europa 2020.
Nel 2021 ottiene l'abilitazione alla professione di direttore sportivo.

## Statistiche

### Presenze e reti nei club
Tra club, nazionale maggiore e nazionali giovanili, Trezeguet ha giocato globalmente 695 partite segnando 360 reti, alla media 0,51 gol a partita.
Statistiche aggiornate al termine della carriera da calciatore.
| Stagione           | Squadra            | Campionato         | Campionato | Campionato | Coppe nazionali | Coppe nazionali | Coppe nazionali | Coppe continentali | Coppe continentali | Coppe continentali | Altre coppe | Altre coppe | Altre coppe | Totale | Totale |
| Stagione           | Squadra            | Comp               | Pres       | Reti       | Comp            | Pres            | Reti            | Comp               | Pres               | Reti               | Comp        | Pres        | Reti        | Pres   | Reti   |
| ------------------ | ------------------ | ------------------ | ---------- | ---------- | --------------- | --------------- | --------------- | ------------------ | ------------------ | ------------------ | ----------- | ----------- | ----------- | ------ | ------ |
| 1993-1994          | Platense           | PD                 | 3          | 0          | -               | -               | -               | -                  | -                  | -                  | -           | -           | -           | 3      | 0      |
| 1994-1995          | Platense           | PD                 | 2          | 0          | -               | -               | -               | -                  | -                  | -                  | -           | -           | -           | 2      | 0      |
| Totale Platense    | Totale Platense    | Totale Platense    | 5          | 0          |                 | -               | -               |                    | -                  | -                  |             | -           | -           | 5      | 0      |
| 1995-1996          | Monaco 2           | CFA                | 18         | 10         | -               | -               | -               | -                  | -                  | -                  | -           | -           | -           | 18     | 10     |
| 1996-1997          | Monaco 2           | CFA                | 14         | 12         | -               | -               | -               | -                  | -                  | -                  | -           | -           | -           | 14     | 12     |
| Totale Monaco 2    | Totale Monaco 2    | Totale Monaco 2    | 32         | 22         |                 | -               | -               |                    | -                  | -                  |             | -           | -           | 32     | 22     |
| 1995-1996          | Monaco             | D1                 | 4          | 0          | CdF+CdL         | 0+1             | 0               | -                  | -                  | -                  | -           | -           | -           | 5      | 0      |
| 1996-1997          | Monaco             | D1                 | 5          | 0          | CdF+CdL         | 0               | 0               | CU                 | 0                  | 0                  | -           | -           | -           | 5      | 0      |
| 1997-1998          | Monaco             | D1                 | 27         | 18         | CdF+CdL         | 3+1             | 1+0             | UCL                | 9                  | 4                  | SF          | 1           | 1           | 41     | 24     |
| 1998-1999          | Monaco             | D1                 | 27         | 12         | CdF+CdL         | 1+2             | 0               | CU                 | 5                  | 2                  | -           | -           | -           | 35     | 14     |
| 1999-2000          | Monaco             | D1                 | 30         | 22         | CdF+CdL         | 1+1             | 0               | CU                 | 7                  | 2                  | -           | -           | -           | 39     | 24     |
| Totale Monaco      | Totale Monaco      | Totale Monaco      | 93         | 52         |                 | 10              | 1               |                    | 21                 | 8                  |             | 1           | 1           | 125    | 62     |
| 2000-2001          | Juventus           | A                  | 25         | 14         | CI              | 2               | 0               | UCL                | 5                  | 1                  | -           | -           | -           | 32     | 15     |
| 2001-2002          | Juventus           | A                  | 34         | 24         | CI              | 2               | 0               | UCL                | 10                 | 8                  | -           | -           | -           | 46     | 32     |
| 2002-2003          | Juventus           | A                  | 17         | 9          | CI              | 1               | 0               | UCL                | 10                 | 4                  | SI          | 0           | 0           | 28     | 13     |
| 2003-2004          | Juventus           | A                  | 25         | 16         | CI              | 3               | 1               | UCL                | 5                  | 4                  | SI          | 1           | 1           | 34     | 22     |
| 2004-2005          | Juventus           | A                  | 18         | 9          | CI              | 1               | 1               | UCL                | 5                  | 4                  | -           | -           | -           | 24     | 14     |
| 2005-2006          | Juventus           | A                  | 32         | 23         | CI              | 0               | 0               | UCL                | 9                  | 6                  | SI          | 1           | 0           | 42     | 29     |
| 2006-2007          | Juventus           | B                  | 31         | 15         | CI              | 1               | 0               | -                  | -                  | -                  | -           | -           | -           | 32     | 15     |
| 2007-2008          | Juventus           | A                  | 36         | 20         | CI              | 3               | 0               | -                  | -                  | -                  | -           | -           | -           | 39     | 20     |
| 2008-2009          | Juventus           | A                  | 8          | 1          | CI              | 3               | 0               | UCL                | 4                  | 0                  | -           | -           | -           | 15     | 1      |
| 2009-2010          | Juventus           | A                  | 19         | 7          | CI              | 0               | 0               | UCL+UEL            | 4+4                | 1+2                | -           | -           | -           | 27     | 10     |
| lug.-ago. 2010     | Juventus           | A                  | 0          | 0          | CI              | 0               | 0               | UEL                | 1                  | 0                  | -           | -           | -           | 1      | 0      |
| Totale Juventus    | Totale Juventus    | Totale Juventus    | 245        | 138        |                 | 16              | 2               |                    | 57                 | 30                 |             | 2           | 1           | 320    | 171    |
| ago. 2010-2011     | Hércules           | PD                 | 31         | 12         | CR              | 0               | 0               | -                  | -                  | -                  | -           | -           | -           | 31     | 12     |
| ago.-dic. 2011     | Baniyas            | PL                 | 3          | 0          | CEA             | 0               | 0               | -                  | -                  | -                  | EEC         | 1           | 0           | 4      | 0      |
| gen.-giu. 2012     | River Plate        | BN                 | 19         | 13         | CA              | 2               | 1               | -                  | -                  | -                  | -           | -           | -           | 21     | 14     |
| 2012-2013          | River Plate        | PD                 | 16         | 3          | CA              | 0               | 0               | -                  | -                  | -                  | -           | -           | -           | 16     | 3      |
| Totale River Plate | Totale River Plate | Totale River Plate | 35         | 16         |                 | 2               | 1               |                    | -                  | -                  |             | -           | -           | 37     | 17     |
| 2013-2014          | Newell's Old Boys  | PD                 | 24         | 7          | CA              | 0               | 0               | CL                 | 6                  | 2                  | -           | -           | -           | 30     | 9      |
| 2014               | Pune City          | ISL                | 9          | 2          | -               | -               | -               | -                  | -                  | -                  | -           | -           | -           | 9      | 2      |
| Totale carriera    | Totale carriera    | Totale carriera    | 477        | 249        |                 | 28              | 5               |                    | 84                 | 40                 |             | 4           | 2           | 593    | 294    |

### Cronologia presenze e reti in nazionale
| Cronologia completa delle presenze e delle reti in nazionale ― Francia | Cronologia completa delle presenze e delle reti in nazionale ― Francia | Cronologia completa delle presenze e delle reti in nazionale ― Francia | Cronologia completa delle presenze e delle reti in nazionale ― Francia | Cronologia completa delle presenze e delle reti in nazionale ― Francia | Cronologia completa delle presenze e delle reti in nazionale ― Francia | Cronologia completa delle presenze e delle reti in nazionale ― Francia | Cronologia completa delle presenze e delle reti in nazionale ― Francia |
| Data                                                                   | Città                                                                  | In casa                                                                | Risultato                                                              | Ospiti                                                                 | Competizione                                                           | Reti                                                                   | Note                                                                   |
| ---------------------------------------------------------------------- | ---------------------------------------------------------------------- | ---------------------------------------------------------------------- | ---------------------------------------------------------------------- | ---------------------------------------------------------------------- | ---------------------------------------------------------------------- | ---------------------------------------------------------------------- | ---------------------------------------------------------------------- |
| 28-1-1998                                                              | Saint-Denis                                                            | Francia                                                                | 1 – 0                                                                  | Spagna                                                                 | Amichevole                                                             | -                                                                      |                                                                        |
| 25-2-1998                                                              | Marsiglia                                                              | Francia                                                                | 3 – 3                                                                  | Norvegia                                                               | Amichevole                                                             | -                                                                      |                                                                        |
| 22-4-1998                                                              | Solna                                                                  | Svezia                                                                 | 0 – 0                                                                  | Francia                                                                | Amichevole                                                             | -                                                                      |                                                                        |
| 29-5-1998                                                              | Casablanca                                                             | Marocco                                                                | 2 – 2 (6 - 5 dtr)                                                      | Francia                                                                | Trofeo di calcio Hassan II 1998                                        | -                                                                      |                                                                        |
| 5-6-1998                                                               | Helsinki                                                               | Finlandia                                                              | 0 – 1                                                                  | Francia                                                                | Amichevole                                                             | 1                                                                      |                                                                        |
| 12-6-1998                                                              | Marsiglia                                                              | Francia                                                                | 3 – 0                                                                  | Sudafrica                                                              | Mondiali 1998 - 1º turno                                               | -                                                                      |                                                                        |
| 18-6-1998                                                              | Saint-Denis                                                            | Francia                                                                | 4 – 0                                                                  | Arabia Saudita                                                         | Mondiali 1998 - 1º turno                                               | 1                                                                      |                                                                        |
| 24-6-1998                                                              | Lione                                                                  | Francia                                                                | 2 – 1                                                                  | Danimarca                                                              | Mondiali 1998 - 1º turno                                               | -                                                                      |                                                                        |
| 28-6-1998                                                              | Lens                                                                   | Francia                                                                | 1 – 0 gg                                                               | Paraguay                                                               | Mondiali 1998 - Ottavi di finale                                       | -                                                                      |                                                                        |
| 3-7-1998                                                               | Saint-Denis                                                            | Italia                                                                 | 0 – 0 dts (3 – 4 dtr)                                                  | Francia                                                                | Mondiali 1998 - Quarti di finale                                       | -                                                                      |                                                                        |
| 8-7-1998                                                               | Saint-Denis                                                            | Francia                                                                | 2 – 1                                                                  | Croazia                                                                | Mondiali 1998 - Semifinale                                             | -                                                                      |                                                                        |
| 14-10-1998                                                             | Saint-Denis                                                            | Francia                                                                | 2 – 0                                                                  | Andorra                                                                | Qual. Euro 2000                                                        | -                                                                      |                                                                        |
| 31-3-1999                                                              | Saint-Denis                                                            | Francia                                                                | 2 – 0                                                                  | Armenia                                                                | Qual. Euro 2000                                                        | -                                                                      |                                                                        |
| 9-10-1999                                                              | Saint-Denis                                                            | Francia                                                                | 3 – 2                                                                  | Islanda                                                                | Qual. Euro 2000                                                        | 1                                                                      |                                                                        |
| 23-2-2000                                                              | Saint-Denis                                                            | Francia                                                                | 1 – 0                                                                  | Polonia                                                                | Amichevole                                                             | -                                                                      |                                                                        |
| 26-4-2000                                                              | Saint-Denis                                                            | Francia                                                                | 3 – 2                                                                  | Slovenia                                                               | Amichevole                                                             | 2                                                                      |                                                                        |
| 28-5-2000                                                              | Zagabria                                                               | Croazia                                                                | 0 – 2                                                                  | Francia                                                                | Amichevole                                                             | -                                                                      |                                                                        |
| 4-6-2000                                                               | Casablanca                                                             | Giappone                                                               | 2 – 2 (2 – 4 dtr)                                                      | Francia                                                                | Trofeo di calcio Hassan II 2000 - Semifinale                           | -                                                                      |                                                                        |
| 21-6-2000                                                              | Amsterdam                                                              | Paesi Bassi                                                            | 3 – 2                                                                  | Francia                                                                | Euro 2000 - 1º turno                                                   | 1                                                                      |                                                                        |
| 28-6-2000                                                              | Bruxelles                                                              | Portogallo                                                             | 1 – 2 gg                                                               | Francia                                                                | Euro 2000 - Semifinale                                                 | -                                                                      |                                                                        |
| 2-7-2000                                                               | Rotterdam                                                              | Francia                                                                | 2 – 1 gg                                                               | Italia                                                                 | Euro 2000 - Finale                                                     | 1                                                                      | [ 87 ]                                                                 |
| 16-8-2000                                                              | Marsiglia                                                              | Francia                                                                | 5 – 1                                                                  | World Stars                                                            | Amichevole                                                             | 3                                                                      |                                                                        |
| 2-9-2000                                                               | Saint-Denis                                                            | Francia                                                                | 1 – 1                                                                  | Inghilterra                                                            | Amichevole                                                             | -                                                                      |                                                                        |
| 4-10-2000                                                              | Saint-Denis                                                            | Francia                                                                | 1 – 1                                                                  | Camerun                                                                | Amichevole                                                             | -                                                                      |                                                                        |
| 7-10-2000                                                              | Johannesburg                                                           | Sudafrica                                                              | 0 – 0                                                                  | Francia                                                                | Amichevole                                                             | -                                                                      |                                                                        |
| 15-11-2000                                                             | Istanbul                                                               | Turchia                                                                | 0 – 4                                                                  | Francia                                                                | Amichevole                                                             | 2                                                                      |                                                                        |
| 24-3-2001                                                              | Saint-Denis                                                            | Francia                                                                | 5 – 0                                                                  | Giappone                                                               | Amichevole                                                             | 2                                                                      |                                                                        |
| 28-3-2001                                                              | Valencia                                                               | Spagna                                                                 | 2 – 1                                                                  | Francia                                                                | Amichevole                                                             | 1                                                                      |                                                                        |
| 25-4-2001                                                              | Saint-Denis                                                            | Francia                                                                | 4 – 0                                                                  | Portogallo                                                             | Amichevole                                                             | -                                                                      |                                                                        |
| 15-8-2001                                                              | Nantes                                                                 | Francia                                                                | 1 – 0                                                                  | Danimarca                                                              | Amichevole                                                             | -                                                                      |                                                                        |
| 1-9-2001                                                               | Santiago del Cile                                                      | Cile                                                                   | 2 – 1                                                                  | Francia                                                                | Amichevole                                                             | 1                                                                      |                                                                        |
| 6-10-2001                                                              | Saint-Denis                                                            | Francia                                                                | 4 – 1                                                                  | Algeria                                                                | Amichevole                                                             | -                                                                      |                                                                        |
| 11-11-2001                                                             | Melbourne                                                              | Australia                                                              | 1 – 1                                                                  | Francia                                                                | Amichevole                                                             | 1                                                                      |                                                                        |
| 13-2-2002                                                              | Saint-Denis                                                            | Francia                                                                | 2 – 1                                                                  | Romania                                                                | Amichevole                                                             | -                                                                      |                                                                        |
| 27-3-2002                                                              | Saint-Denis                                                            | Francia                                                                | 5 – 0                                                                  | Scozia                                                                 | Amichevole                                                             | 2                                                                      |                                                                        |
| 18-5-2002                                                              | Saint-Denis                                                            | Francia                                                                | 1 – 2                                                                  | Belgio                                                                 | Amichevole                                                             | -                                                                      |                                                                        |
| 27-3-2002                                                              | Suwon                                                                  | Corea del Sud                                                          | 2 – 3                                                                  | Francia                                                                | Amichevole                                                             | 1                                                                      |                                                                        |
| 31-5-2002                                                              | Seul                                                                   | Francia                                                                | 0 – 1                                                                  | Senegal                                                                | Mondiali 2002 - 1º turno                                               | -                                                                      |                                                                        |
| 6-6-2002                                                               | Pusan                                                                  | Francia                                                                | 0 – 0                                                                  | Uruguay                                                                | Mondiali 2002 - 1º turno                                               | -                                                                      |                                                                        |
| 11-6-2002                                                              | Incheon                                                                | Francia                                                                | 0 – 2                                                                  | Danimarca                                                              | Mondiali 2002 - 1º turno                                               | -                                                                      |                                                                        |
| 14-2-2003                                                              | Saint-Denis                                                            | Francia                                                                | 0 – 2                                                                  | Rep. Ceca                                                              | Amichevole                                                             | -                                                                      |                                                                        |
| 29-3-2003                                                              | Lens                                                                   | Francia                                                                | 6 – 0                                                                  | Malta                                                                  | Qual. Euro 2004                                                        | 1                                                                      |                                                                        |
| 2-4-2003                                                               | Palermo                                                                | Israele                                                                | 1 – 2                                                                  | Francia                                                                | Qual. Euro 2004                                                        | 1                                                                      |                                                                        |
| 20-8-2003                                                              | Ginevra                                                                | Svizzera                                                               | 0 – 2                                                                  | Francia                                                                | Amichevole                                                             | -                                                                      |                                                                        |
| 6-9-2003                                                               | Saint-Denis                                                            | Francia                                                                | 5 – 0                                                                  | Cipro                                                                  | Qual. Euro 2004                                                        | 2                                                                      |                                                                        |
| 10-9-2003                                                              | Lubiana                                                                | Slovenia                                                               | 0 – 2                                                                  | Francia                                                                | Qual. Euro 2004                                                        | 1                                                                      |                                                                        |
| 11-10-2003                                                             | Saint-Denis                                                            | Francia                                                                | 3 – 0                                                                  | Israele                                                                | Qual. Euro 2004                                                        | 1                                                                      |                                                                        |
| 15-11-2003                                                             | Gelsenkirchen                                                          | Germania                                                               | 0 – 3                                                                  | Francia                                                                | Amichevole                                                             | 2                                                                      |                                                                        |
| 31-3-2004                                                              | Rotterdam                                                              | Paesi Bassi                                                            | 0 – 0                                                                  | Francia                                                                | Amichevole                                                             | -                                                                      |                                                                        |
| 20-5-2004                                                              | Saint-Denis                                                            | Francia                                                                | 0 – 0                                                                  | Brasile                                                                | Amichevole                                                             | -                                                                      |                                                                        |
| 28-5-2004                                                              | Montpellier                                                            | Francia                                                                | 4 – 0                                                                  | Andorra                                                                | Amichevole                                                             | -                                                                      |                                                                        |
| 13-6-2004                                                              | Lisbona                                                                | Francia                                                                | 2 – 1                                                                  | Inghilterra                                                            | Euro 2004 - 1º turno                                                   | -                                                                      |                                                                        |
| 17-6-2004                                                              | Leiria                                                                 | Croazia                                                                | 2 – 2                                                                  | Francia                                                                | Euro 2004 - 1º turno                                                   | 1                                                                      |                                                                        |
| 21-6-2004                                                              | Coimbra                                                                | Svizzera                                                               | 1 – 3                                                                  | Francia                                                                | Euro 2004 - 1º turno                                                   | -                                                                      |                                                                        |
| 25-6-2004                                                              | Lisbona                                                                | Francia                                                                | 0 – 1                                                                  | Grecia                                                                 | Euro 2004 - Quarti di finale                                           | -                                                                      |                                                                        |
| 9-2-2005                                                               | Saint-Denis                                                            | Francia                                                                | 1 – 1                                                                  | Svezia                                                                 | Amichevole                                                             | 1                                                                      |                                                                        |
| 26-3-2005                                                              | Saint-Denis                                                            | Francia                                                                | 0 – 0                                                                  | Svizzera                                                               | Qual. Mondiali 2006                                                    | -                                                                      |                                                                        |
| 30-3-2005                                                              | Tel Aviv                                                               | Israele                                                                | 1 – 1                                                                  | Francia                                                                | Qual. Mondiali 2006                                                    | 1                                                                      |                                                                        |
| 17-8-2005                                                              | Montpellier                                                            | Francia                                                                | 3 – 0                                                                  | Costa d'Avorio                                                         | Amichevole                                                             | -                                                                      |                                                                        |
| 12-11-2005                                                             | Saint-Denis                                                            | Francia                                                                | 0 – 0                                                                  | Germania                                                               | Amichevole                                                             | -                                                                      |                                                                        |
| 1-3-2006                                                               | Saint-Denis                                                            | Francia                                                                | 1 – 2                                                                  | Slovacchia                                                             | Amichevole                                                             | -                                                                      |                                                                        |
| 27-5-2006                                                              | Saint-Denis                                                            | Francia                                                                | 1 – 0                                                                  | Messico                                                                | Amichevole                                                             | -                                                                      |                                                                        |
| 7-6-2006                                                               | Saint-Denis                                                            | Francia                                                                | 3 – 1                                                                  | Cina                                                                   | Amichevole                                                             | 1                                                                      |                                                                        |
| 18-6-2006                                                              | Lipsia                                                                 | Francia                                                                | 1 – 1                                                                  | Corea del Sud                                                          | Mondiali 2006 - 1º turno                                               | -                                                                      |                                                                        |
| 23-6-2006                                                              | Colonia                                                                | Francia                                                                | 2 – 0                                                                  | Togo                                                                   | Mondiali 2006 - 1º turno                                               | -                                                                      |                                                                        |
| 9-7-2006                                                               | Berlino                                                                | Italia                                                                 | 1 – 1 dts (5 – 3 dtr)                                                  | Francia                                                                | Mondiali 2006 - Finale                                                 | -                                                                      | [ 88 ]                                                                 |
| 7-10-2006                                                              | Glasgow                                                                | Scozia                                                                 | 1 – 0                                                                  | Francia                                                                | Qual. Euro 2008                                                        | -                                                                      |                                                                        |
| 11-10-2006                                                             | Sochaux                                                                | Francia                                                                | 5 – 0                                                                  | Fær Øer                                                                | Qual. Euro 2008                                                        | 2                                                                      |                                                                        |
| 7-2-2007                                                               | Saint-Denis                                                            | Francia                                                                | 0 – 1                                                                  | Argentina                                                              | Amichevole                                                             | -                                                                      |                                                                        |
| 12-9-2007                                                              | Parigi                                                                 | Francia                                                                | 0 – 1                                                                  | Scozia                                                                 | Qual. Euro 2008                                                        | -                                                                      |                                                                        |
| 26-3-2008                                                              | Saint-Denis                                                            | Francia                                                                | 1 – 0                                                                  | Inghilterra                                                            | Amichevole                                                             | -                                                                      |                                                                        |
| Totale                                                                 |                                                                        | Presenze                                                               | 71                                                                     |                                                                        | Reti (5º posto)                                                        | 34                                                                     |                                                                        |

## Palmarès

### Club
- Campionato francese: 2

Monaco: 1996-1997, 1999-2000
- Supercoppa francese: 1

Monaco: 1997
- Campionato italiano: 2

Juventus: 2001-2002, 2002-2003
- Campionato italiano: 1 (revocato)

Juventus: 2004-2005
- Supercoppa italiana: 2

Juventus: 2002, 2003
- Campionato italiano di Serie B: 1

Juventus: 2006-2007
- Primera B Nacional: 1

River Plate: 2011-2012

### Nazionale
- Campionato d'Europa Under-18: 1

Francia-Lussemburgo 1996
- Campionato mondiale: 1

Francia 1998
- Campionato d'Europa: 1

Belgio-Paesi Bassi 2000

### Individuale
- Trophées UNFP du football: 1

Miglior giovane della Division 1: 1998
- Capocannoniere della Serie A: 1

2001-2002 (24 gol, a pari merito con Dario Hübner)
- Oscar del calcio AIC: 2

Migliore assoluto: 2002
Migliore straniero: 2002
- Inserito nella FIFA 100

2004